# Charax (Crimée)
Pour les articles homonymes, voir Charax (homonymie).
Charax (en grec ancien : Χάραξ) est un cap de Crimée au nord-est du cap Sarytch.

## Présentation
C'est le lieu d'un site archéologique où l'on a découvert le plus grand camp militaire romain de Crimée.
Le camp militaire a été fondé sous Vespasien avec l'intention de protéger la Chersonèse et d'autres emporiums de commerce du Bosphore contre les Scythes. À la fin du Ier siècle apr. J.-C., les forces romaines évacuent la péninsule. Plusieurs décennies plus tard, le camp est restauré par une vexillatio de la Legio I Italica ; il accueille un détachement de la Legio XI Claudia à la fin du iie siècle. Le camp est abandonné par les Romains au milieu du iiie siècle.
Les ruines du camp sont découvertes par Peter von Köppen (de) en 1837 ; il estime la longueur du mur défensif à 185 sagènes (395 mètres). Köppen identifie le site avec Charax (du mot grec pour « fort(in) en palissade »), le seul camp romain connu en Crimée. Bien qu'il n'y ait aucune preuve que Charax fût situé près d'Aï-Todor (ru), le nom est resté. Intrigué par la publication de Köppen, le comte Chouvalov finance les premières fouilles du site en 1849.
En 1896, les fouilles reprennent sous la direction du grand-duc Alexandre Mikhaïlovitch de Russie, qui fait construire sa datcha d'été à proximité immédiate des ruines et du phare de 1865. Les fouilles durent quinze ans et donnent un grand nombre de pièces de monnaie romaines et d'objets en bronze. Michael Rostovtzeff, qui dirige les fouilles au nom de l'Université de Saint-Pétersbourg, classe Charax comme une ville romaine entière, plutôt que comme un fort, comme on le pensait auparavant. Un musée des découvertes archéologiques est ouvert à Charax en 1907.
Vladimir Blavatski (ru) en 1931-1935 entreprend une exploration plus approfondie du site qui révèle des vestiges de deux bassins d'eau publics, des thermes et d'un aqueduc. Il y avait aussi un gymnase et un sanctuaire à l'extérieur des murs. Blavatski et ses disciples apportent leur appui à la théorie de Rostovtzeff selon laquelle la plus ancienne ligne de murs cyclopéens à Charax a été érigée par les Tauri avant l'arrivée des Romains, une théorie qui a depuis perdu une grande partie de sa popularité. Ils émettent également l'hypothèse que le castrum avait été ruiné par le retrait des soldats romains afin d'éviter sa prise par l'ennemi.